# Odawa

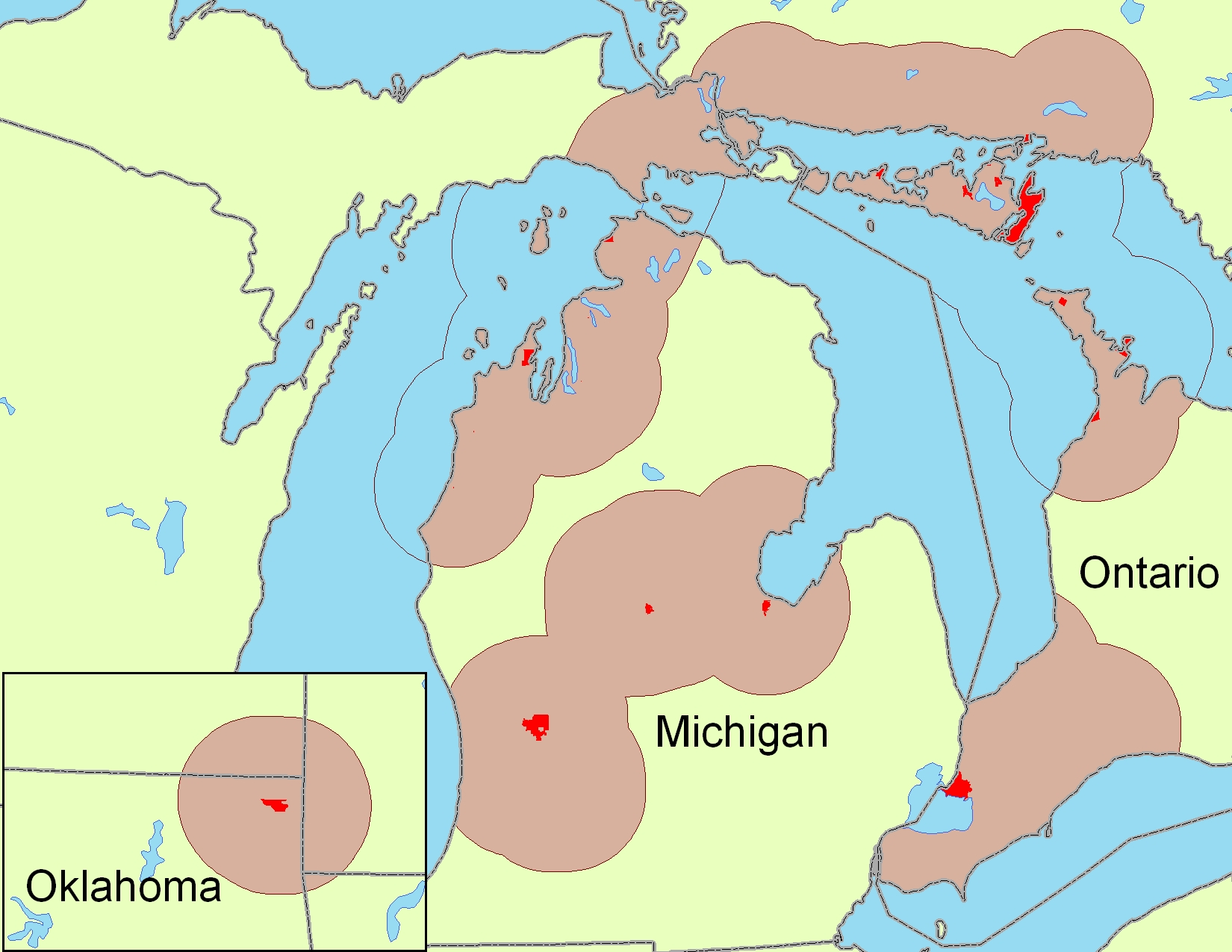
Wohngebiet der Odawa

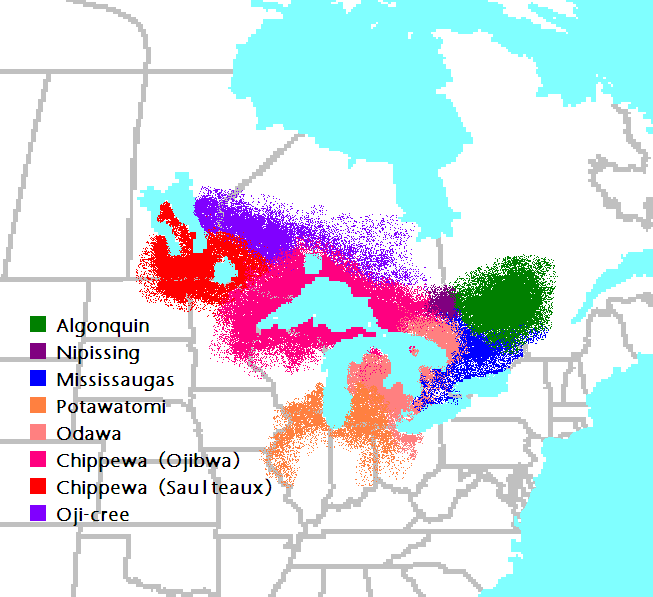
Verbreitung der Anishinaabe(g)-Stammesgruppe um 1800

Die Odawa, auch Odaawaa, im englischen Sprachraum meist Ottawa genannt, sind ein Indianerstamm der Algonkin-Sprachfamilie aus der Region der Großen Seen an der Grenze zwischen den USA und Kanada.
Kulturell sowie historisch zählen die Odawa (Ottawa) zur Stammesgruppe der Anishinaabe(g) („Erstes Volk“, „Originales Volk“, oder „Wesen Geschaffen aus dem Nichts“), die verschiedene Varianten und Dialekte des Anishinaabemowin sprachen – der auch die Anishinabe (Ojibwe oder Chippewa), Saulteaux (Salteaux), Mississauga, Potawatomi (Pottawatomie), Algonkin (Algonquin), Nipissing und Oji-Cree (Severn Ojibwa) angehören.
Heute gibt es in Kanada zwanzig First Nations und in den USA sechs auf Bundesebene anerkannte Stämme (federally recognized tribes) sowie fünf auf Bundesstaatsebene anerkannte Stämme (state recognized tribes) der Odawa oder mit großer Odawa-Bevölkerung; die Odawa zählen heute insgesamt rund 15.000 Stammesangehörige.

## Name
Die Odaawaa nannten und nennen sich selbst Nishnaabe (Plural: Nishnaabeg) eine Wortgleichung von Anishinaabe(g) und Neshnabé(k), der Selbstbezeichnung der Anishinabe (Ojibwe oder Chippewa) und Potawatomi.
Die Odaawaa gehörten dem Council of Three Fires („Rat der drei Feuer“, in Anishinaabemowin: Niswi-mishkodewin) an, einer losen, mächtigen Allianz mit den benachbarten Anishinabe (Ojibwe und Chippewa) und Potawatomi (in Odawa (Nishnaabemwin, Daawaamwin): Boodwadmii(g) – „Bewahrer des Herdfeuers“, was sich auf das Ratsfeuer des Council of Three Fires bezieht).
Der Name Odaawaa (mit Synkope: Daawaa) leitet sich von der Bezeichnung Adawe („Händler“) in Anicinabe, der Sprache der benachbarten Algonkin, oder von Ahdawaywinineeg oder Wadaawewinini(wag) („Jene, die Handel treiben, kaufen und verkaufen“) aus dem Anishinaabemowin, der Sprache der verbündeten Anishinabe (Ojibwe/Chippewa) her. Die Potawatomi bezeichneten sie als Odawa („Händler“), wovon sich die englische Bezeichnung Ottawa herleitet.
Die Nishnaabeg übernahmen die Bezeichnung und nannten und nennen sich seither gegenüber Außenstehenden meist Odawa (in Kanada) oder Ottawa (in den USA).

## Sprache

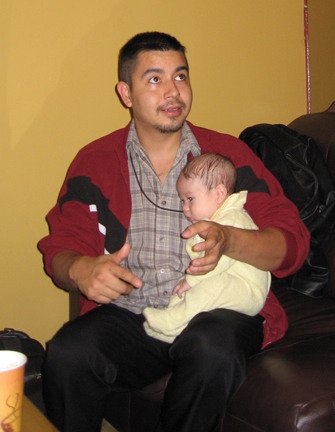
Ed Pigeon mit Sohn, Kultur-Koordinator und Sprachlehrer der Match-E-Be-Nash-She-Wish Band of Potawatomi Indians of Michigan

Die Sprache der Odaawaa (auch Nishnaabemwin, manchmal auch Daawaamwin – „Odawa-Sprache“) ist eng verwandt mit der Sprache der Ojibwe (Anishinaabemowin), Cree–Montagnais–Naskapi, Menominee (Omāēqnomenew), Miami-Illinois (Myaamia), Mesquakie-Sauk-Kickapoo (Meshkwahkihaki), wobei es dem Ojibwe am nächsten steht – und als Dialekt dieser Sprache betrachtet wird. Es weist nicht nur Parallelen in Klang und Struktur mit dem Östlichen Ojibwe und Potawatomi (auch Neshnabémwen, manchmal Bodéwadmimwen, Bodéwadmi Zheshmowen) auf, sondern zeichnet sich wie das verwandte Potawatomi durch seine häufigen Synkopen aus.
Von den etwa 5.000 ethnischen Odaawaa und den zusätzlichen 10.000 Stammesangehörigen mit Odaawaa-Abstammung, sprechen laut Schätzungen jedoch heute nur noch rund 500 in Ontario und Michigan Nishnaabemwin oder Daawaamwin. Während die Sprache der Odawa in den USA auszusterben droht, befinden sich die meisten aktiven Sprecher in Kanada.

## Siedlungsgebiet
Bei Ankunft der Europäer zählten die Odaawaa (Odawa) rund 8.000 Stammesangehörige und unterteilten sich je nach Quelle in fünf oder sechs größere bands (englisch „Stammesgruppen“): die Ouachaskesouek, Nigouaouichirinik, Outaouasinagouek, Kichkagoneiak, Ontaanak und Outaouakmigouek. Als erstes berichtete Samuel de Champlain 1615 von einem Treffen mit den Outaouais (französischer Name der Odaawaa) bei der Mündung des French River.
Die ersten französischen Berichte bezeichnen die Odaawaa nicht als Stammesgruppe, sondern listen und ordnen die vielen bands oder Gruppierungen von Bands, die rund um die Georgian Bay lebten. Im Osten überwinterten oftmals mehrere Odaawaa Bands in Dörfern der Wendat und Tionontati.
Sie bewohnten die Bruce Peninsula, die Manitoulin Island (Odwa-minis – „die Insel der Odaawaa“ genannt), die Mackinac Island sowie die Cockburn Island im Lake Huron sowie dessen Ufer und das Ostufer der Georgian Bay, handelten entlang der Mackinacstraße (Straits of Mackinac) zwischen Huronsee und Michigansee (Lake Michigan) und hatten zudem Siedlungen am Südufer des Oberen Sees (Lake Superior).
Zu den Zeiten des Pelzhandels bildete der French River gemeinsam mit dem Ottawa River und dem Mattawa River einen Abschnitt des „Wasser-Highways“ zwischen Montreal und dem Oberen See für die Handelsunternehmungen der verbündeten Odaawaa, Potawatomi und Anishinabe (Ojibwe/Chippewa).
Um die Mitte des 17. Jahrhunderts wurde der Druck durch die besser bewaffneten Irokesen in den sog. Biberkriegen so stark, dass die Odaawaa begannen das Gebiet zu räumen und nach Green Bay (1651) und später (1657) an das südliche Ufer des Oberen Sees zu ziehen – andere Gruppen zogen in Gebiete nördlich des Huronsees und Oberen Sees, wo mehrere große Anishinabe (Ojibwe/Chippewa)-Streitkräfte siedelten, die jeweils mehrere Tausend Krieger umfassten, und später entscheidend für die Vertreibung der Irokesen aus dem südlichen Ontario sowie aus dem Westen der Großen Seen waren. Für die nächsten 150 Jahre jedoch sollten die Inseln im Huronsee sowie weite Gebiete des einstigen Odaawaa-Territoriums weitestgehend unbewohnt sein.
Die Odaawaa mussten wegen der immer mehr ausgreifenden Überfällen der Irokesen – wie andere Stämme der Region auch – jahrelang immer wieder flüchten und umherwandern, bevor sie sich im 18. Jhd. unter den Potawatomi und Anishinabe (Ojibwe/Chippewa) auf der Oberen (Upper) sowie der Unteren Halbinsel (Lower Peninsula) von Michigan ansiedelten. Viele Odaawaa Bands wurden während dieser Zeit von den zahlreicheren benachbarten Anishinabe und Potawatomi assimiliert.
Nach ihrer Bewaffnung mit Gewehren durch die Franzosen konnten die verbündeten Odaawaa, Anishinabe und Potawatomi zusammen mit anderen Algonkin-Gruppen – insbesondere der Miami und Illini-Konföderationen – die Irokesen zurückdrängen und einige Gruppen kehrten in ihre alten Wohngebiete bei Mackinac Island und auf Manitoulin Island zurück, wo sie auch heute noch leben. Andere Gruppen leben in Oklahoma, Michigan und einigen kleineren Indian reserves in Kanada.

## Lebensweise und Kultur
Die Odaawaa betrieben nur in geringem Umfang Landwirtschaft; sie lebten vorwiegend als Jäger und Händler in Dörfern aus kuppelförmigen Wigwams; die benachbarten Völker bezeichneten sie als Händler, da sie bereits vor dem ersten Kontakt mit Europäern sowie in der ersten Phase dieses Kontakts als Zwischenhändler und Verkäufer unter den Stämmen bekannt waren. Sie handelten/verkauften vor allem Maismehl, Sonnenblumenöl, Pelze, gegerbte Tierhäute, Teppiche, Matten, Tabak, Arzneiwurzeln sowie Heilpflanzen.
Die Odaawaa übernahmen im Pelzhandel eine führende Rolle, nachdem die mit niederländischen Gewehren bewaffnete Irokesen-Liga mit ca. 1.000 Kriegern während der Biberkriege in Wendake (Huronia) einfiel und dieses systematisch verwüstete. Die verbündeten Wendat-Tionontati (Tionnontatehronnon) (Huron-Petun) konnten den besser bewaffneten Irokesen nicht lange Widerstand leisten, ihre Konföderationen waren 1650 vernichtend geschlagen worden und die verzweifelten Überlebenden flüchteten zu verschiedenen Völkern der Anishinaabe(g) sowie zu den Erie und Neutralen – jedoch vernichteten die Irokesen auch die Neutral (1653) und Erie (1654–1680), die fast völlig ausgelöscht wurden und ihre Identität als eigenständige Nationen verloren.
Die Odaawaa waren so erfolgreich und bekannt als tüchtige Händler, dass viele europäische Chronisten unterschiedslos jedes Algonkin-sprachige Volk im Gebiet der Großen Seen, das am Pelzhandel beteiligt war, als Ottawa bezeichneten. Dies ist irreführend – oftmals waren dies Anishinabe (Ojibwe/Chippewa), Potawatomi oder andere Völker westlich der Seen und des Mississippi.
Auf Grund des umfangreichen Handels-Netzwerks, das die Odaawaa unterhielten, wurden viele Völker im Westen Nordamerikas unter ihrer Odaawaa-Bezeichnung bekannt und nicht unter deren Selbstbezeichnung. So entstanden z. B. die Exonyme für die Sioux-sprachigen Völker der Winnebago (von Wiinibiigoo – „Volk des stinkenden Wassers“, für die Ho-Chunk) und der Sioux (von Naadawensiw oder Nadouessioux – „kleine Schlangen, d. h. geringere Feinde“, abwertende Bezeichnung für die Dakota, Nakota und Lakota).
Die Odaawaa waren, nach Berichten des französischen Forschungsreisenden und Kolonisators Samuel de Champlain, ein kriegerisches Volk. Sie hatten wenig bis gar keine Kleidung, waren tätowiert, trugen Piercings und Gesichtsbemalung und nutzten im Krieg Pfeil und Bogen, Kugelkopfkeulen und Schilde.
Wie die Anishinabe (Ojibwe/Chippewa) – mit denen die Odaawaa meist eine gemeinsame Geschichte teilen, weshalb oftmals beide Völker in den Quellen nicht voneinander zu unterscheiden sind – lebten die Odaawaa als Jäger und Sammler und hatten keine wirkliche Identität als Volkseinheit entwickelt, da für sie die band die bedeutendste sozio-politische bildete. In Kriegszeiten schlossen sich jedoch benachbarte Odaawaa Bands zusammen, um gemeinsam gegen den Feind zu bestehen.
Heute leben viele Odaawaa mit Anishinabe (Ojibwe/Chippewa) und Potawatomi in Kanada und den USA. Die Odawa, da sie weniger zahlreich sind, verloren hierbei oftmals ihre Identität als eigenständiges Volk. In Kanada stellen heute die Odaawaa nur innerhalb der Wikwemikong First Nation die Mehrheit der Stammesangehörigen.

## Council of Three Fires

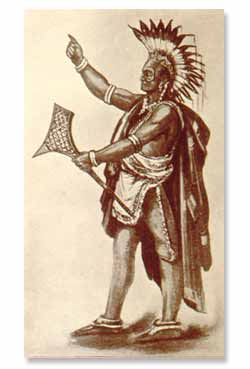
Odawa-Krieger mit Gewehrschaft-Keule

Einst waren die verschiedenen Anishinaabemowin-sprechenden Anishinaabe(g) ein Volk oder ein Zusammenschluss eng verwandter bands aus dem Nordosten Nordamerikas. Später spalteten sich die Anishinaabe(g) in eine nördliche Gruppe (Algonkin (Algonquin), Nipissing, Mississaugas und Oji-Cree (Severn Ojibwa)) und in eine südliche Gruppe – wobei die südliche Gruppe (Anishinabe (Ojibwe oder Chippewa), Odawa (Ottawa) und Potawatomi) sich eine enge politisch-militärische Einheit bewahrten und den Kern der Allianz der Council of Three Fires bildeten.
Die einzelnen Mitglieder der Allianz entwickelten spätestens als sie auf ihren Wanderungen von der Atlantikküste nach Westen Michilimackinac (abgel. von Mi-shi-ne-macki-nong – „Ort, wo die Mi-shi-ne-macki naw-go leben“) erreichten jeweils eigenständige Identitäten als Anishinabe, Odawa sowie Potawatomi.
Innerhalb der Allianz galten die Anishinabe (Ojibwe oder Chippewa) als die „Ältesten Brüder“ (‘Oldest Brother’) sowie als „Hüter/Bewahrer des Glaubens“ (‘Keeper of the Faith’), die Odawa (Ottawa) als die „Mittleren Brüder“ (‘Middle Brother’) sowie als „Hüter/Bewahrer des Handels“ (‘Keepers of the Trade’) und die Potawatomi als „Jüngste Brüder“ (‘Youngest Brother’) sowie als „Bewahrer des Herdfeuers“ (‘Keepers/Maintainers of/for the Fire’). Folglich, wenn die drei Anishinaabe Nationen in dieser speziellen Reihe nacheinander erwähnt werden, ist dies immer ein Anzeichen, dass hiermit meist auch das Council of Three Fires als Ganzes gemeint ist.
Obwohl die Allianz mehrere Versammlungsorte hatte, wurde Michilimackinac auf Grund seiner zentralen Lage der bevorzugte Ort für die Ratsversammlung der verbündeten Stämme. Hier trafen sich diese, um über Krieg, Frieden und Politik sowie über Handel und Diplomatie zu beraten; zudem unterhielten sie von dort aus Kontakt zu den verwandten – und oftmals verbündeten – Ozaagii (Sauk), Odagaamii (Meskwaki), Omanoominii (Menominee), Wiinibiigoo (Ho-Chunk) sowie den Irokesisch-sprachigen Nii'inaawi-Naadawe (auch: Nii'inaa-Naadowe – die „Naadawe/Nadowe (Irokesen) innerhalb unseres Stammesgebiets“, d. h. die Wyandot, da diese oft unter ihnen siedelten) und den Wemitigoozhi (Neu-Frankreich). Zu den Feinden des Council of Three Fires zählten folglich zuerst die Zhaaganaashi (Britisches Weltreich) sowie deren Verbündete den Naadawe (Irokesen-Liga) und den Naadawensiw oder Natowessiw (Sioux) und später der Gichi-mookomaan (Vereinigte Staaten).
Meist jedoch konnten die verbündeten Stämme mittels Handel und Diplomatie Frieden mit den benachbarten Völkern bewahren, jedoch kam es während der sog. Biberkriege (auch Franzosen- und Irokesenkriege, von 1640 bis 1701) sowie auf Grund des wachsenden Siedlungsdrucks der nach Westen vordringende Siedler zu heftigen und besonders grausamen kriegerischen Auseinandersetzungen mit der Irokesen-Liga sowie den Sioux. Während des French and Indian War (auch: Great War for the Empire oder Guerre de la Conquête, von 1754 bis 1763) kämpfte die Allianz zusammen mit der Wabanaki-Konföderation, den Shawnee, Algonkin, den Lenni Lenape sowie den Seven Nations of Canada (Tsiata Nihononwentsiake – „Seven Fires Alliance“, auch The Great Fire of Caughnawaga) (Wyandot, Mohawk von Akwesasne, von Kahnawake und von Kanesetake (einschließlich Algonkin und Nipissing), Abenaki von Odanak und von Becancour (jetzt Wôlinak) sowie Onondaga von Oswegatchie) gegen England; während des Northwest Indian War (auch Little Turtle’s War, von 1785 bis 1795) um das Nordwestterritorium und im Britisch-Amerikanischen Krieg (meist Krieg von 1812) kämpften sie dann gegen die Vereinigten Staaten.
Nach der Gründung der Vereinigten Staaten von Amerika im Jahr 1776, bildete das Council of Three Fires das Kernstück der sich neu formierten pan-indianischen Western Confederacy (auch bekannt als Western Indian Confederacy), die aus Mitgliedern der Irokesen-Liga, der Seven Nations of Canada, der Wabash Confederacy (Wea, Piankashaw, sowie Kickapoo und Mascouten), der Illini-Konföderation sowie den Miami, Mississaugas, Wyandot, Menominee, Shawnee, Lenni Lenape, Chickamauga Cherokee (Lower Cherokee) und Oberen Muskogee. In diesen Kämpfen beteiligten sich auch die Algonkin, Nipissing, Sauk, Meskwaki und andere Stämme.
Das Council of Three Fires war eine der bedeutendsten und mächtigsten Stammeskonföderationen, die auch als People of the Three Fires; Three Fires Confederacy oder als United Nations of Chippewa, Ottawa, and Potawatomi Indians bekannt war.
Im Osten war die Allianz oftmals mit den verwandten Mississaugas (abgel. von Missisakis – „viele Flussmündungen“) sowie den verschiedenen Stammes-Konföderationen der Algonkin verbündet – insbesondere der Wabanaki-Konföderation sowie den östlichen Cree-Gruppen.
Als die Saulteaux weiter westwärts und südwestwärts in die Prärieprovinzen Kanadas sowie auf die Nördlichen Plains der USA zogen, nahmen sie die Plains-Kultur an, gingen auf Bisonjagd und wurden als Plains Ojibwe bekannt. Dort schlossen sie sich der mächtigen Cree-Konföderation (auch Iron Confederacy oder in Cree: Nehiyaw-Pwat – „Cree-Assiniboine“) an, die nun aus den Plains und Woodland Cree, Plains und Woodland Assiniboine, Stoney, Saulteaux (Plains Ojibwe) sowie durch Heirat verwandte Métis bestand.

## Geschichte
Die Odawa kamen im 14. Jahrhundert zusammen mit den Anishinabe und den Potawatomi von der Atlantikküste zu den Großen Seen. Zu dieser Zeit bildeten die drei Stämme noch eine Einheit. Während die Anishinabe und die Potawatomi weiter nach Nordwesten zogen, siedelten die Odawa an der Mündung des French Rivers und auf den vorgelagerten Inseln. Jedoch verloren die drei Stämme nie den Kontakt zueinander und bildeten eine mächtige Allianz, genannt der 'Rat der drei Feuer'. Die Odawa, schon vor der Ankunft der Europäer als Händler tätig, etablierten sich nach Ankunft der Franzosen in Kanada als Zwischenhändler im Pelzhandel zwischen den französischen Händlern und den anderen Stämmen rund um die Großen Seen. Mit ihren Kanus aus Birkenrinde, transportierten sie die Felle zu den Dörfern der Wyandot, wo sie von den Franzosen in Empfang genommen wurden. Umgekehrt transportierten sie die französischen Handelswaren zu den weiter entfernten Stämmen. Dies funktionierte so gut, dass die Franzosen keinen Anlass sahen, weiter als bis zu den Huronen zu reisen.
Das Jahr 1630 brachte mit dem Angriff der Irokesen auf die Montagnais und die Algonquin den Beginn der Biberkriege um die Kontrolle des Pelzhandels, welche bis 1701 andauerten. Um sich weitere Jagdgründe im heutigen Wisconsin und Michigan zu erschließen, zogen die Odawa westwärts in Richtung Mackinac und drängten zusammen mit den Ojibwa den dort lebenden Stamm der Assegun südwärts. Die auf die Niederlage der Huronen folgenden Kriegszüge der Irokesen gegen die Überlebenden, welche sich nach Mackinac geflüchtet hatten, veranlasste die Odawa, nach Green Bay weiter zu ziehen, wo sie die Winnebago verdrängten. Durch die Kontrolle des Ottawa Rivers durch die Irokesen war der Pelzhandel sehr gefährlich geworden. Die Odawa bildeten zusammen mit den Ojibwa und dem neugebildeten Stamm der Wyandot, große, gut bewaffnete Kanuflottillen, die sich den Weg nach Montreal freikämpften. Gegen 1700 hatten die alliierten Stämme die Irokesen zurückgeschlagen und konnten wieder in ihre früheren Wohngebiete zurückkehren. Die Odawa blieben in der ganzen Zeit Alliierte der Franzosen und waren in alle Kriege der Franzosen gegen die Engländer verwickelt. Für kurze Zeit, brachte der Odawa-Häuptling Pontiac eine große Allianz der Stämme um die Großen Seen zustande und brachte den Engländern einige empfindliche Niederlagen bei. Die Niederlage der Franzosen gegen die Engländer bedeutete zugleich den Niedergang der Odawa, da ihr Monopol im Zwischenhandel keinen Bestand mehr hatte.
Nach dem Sieg der USA im Unabhängigkeitskrieg begann der Druck der weißen Siedler auf die Indianerstämme der Großen Seen zuzunehmen. 1843 wurden die Odawa, welche in Wisconsin und in Michigan verblieben waren, gezwungen nach Südwest-Iowa zu ziehen, 1846 nach Kansas und schließlich nach Oklahoma. Die Odawa auf der kanadischen Seite bezogen Reservate, zum Teil in ihren ursprünglichen Wohngebieten, zum Beispiel auf der Walepole-Insel und auf der Manitoulin-Insel.

## Heutige Situation der Odawa

### First Nations und Stämme der Odawa
Vereinigte Staaten – Michigan
- Grand Traverse Band of Ottawa and Chippewa Indians[26] (früher: Northern Michigan Ottawa Association, Unit 2, besteht aus Nachfahren der einstigen indianischen Allianz Council of Three Fires – den Odaawaa/Odawa (Ottawa), Anishinabe (Ojibwe/Chippewa) und Potawatomi (Boodewaadami/Bodéwadmi/Bodowadomi), die Reservation sowie zusätzliche Landparzellen, die dem Stamm zur Verwaltung übergeben wurden, umfassen ca. 4,5 km² in Michigan, Population: 3.985 Stammesmitglieder, hiervon leben ca. 1.610 auf Stammesland)
- Little River Band of Ottawa Indians[27] (früher: Northern Michigan Ottawa Association, Unit 7, die Little River Ottawa sind Nachfahren von neun Bands der sog. Grand River Ottawa Bands, die in Siedlungen entlang des Manistee River, Pere Marquette River sowie des Grand-River-Flusssystems in Michigan lebten, der Grand River wurde wegen seiner Länge von den Indianern O-wash-ta-nong („weit entferntes Wasser“) genannt, nur die Little River Band wurde 1994 von den USA als Stamm auf Bundesebene anerkannt (status as a federally recognized Indian tribe), die übrigen Gruppen der einstigen Grand River Ottawa Bands versuchten bisher vergebens offiziell auf Bundesebene als Stämme anerkannt zu werden, Verwaltungssitz: Manistee, Michigan)
- Little Traverse Bay Bands of Odawa Indians[28] (früher: Northern Michigan Ottawa Association, Unit 1, Nachfahren der Ottawa of L'abre Croche, die den Vertrag von Detroit und den Vertrag von Washington (1836) unterzeichneten, in denen sie große Teile ihres Stammesgebietes an die USA abtraten, Verwaltungssitz: Harbor Springs, Michigan, Population: 4000 +)

Vereinigte Staaten – Oklahoma
- Ottawa Tribe of Oklahoma[29] (der Haupt- und Verwaltungssitz ist Miami, Oklahoma und die Reservation liegt im Ottawa County, Oklahoma, die Stammesmitgliedschaft beruht auf linearer direkter Nachkommenschaft und somit nicht auf das sog. blood quantum, also eine bestimmte Anzahl von Blutanteil – oder Blutreinheit, die Oklahoma Ottawas sind Nachfahren von nach Michigan, USA, flüchtende Odawa Bands von der Manitoulin Island und der Bruce Peninsula, Ontario, Kanada, und sich zuerst in Fort Pontchartrain du Détroit und am Maumee River in Ohio ansiedelten, wegen des Indian Removal Act von 1830, verkauften 1833 die Ottawa der Blanchard’s Fork, Roche de Bœuf und Auglaize Reservate ihr Land in Michigan, Ohio und Illinois im Tausch für Land zuerst in Iowa, dann Kansas, im April 1837 brachen 600 Ottawa nach Kansas auf, von denen ca. 300 jedoch starben, 1867 verkauften sie all ihr Land (300 km²) in Kansas und kauften 60 km² Land im damaligen Indianerterritorium von den Eastern Shawnee, auf der Umsiedlung starben nochmals mehrere, so dass nur ca. 200 Ottawa in ihrer neuen Heimat ankamen, im Rahmen des Dawes Act von 1887 wurde das Reservatsgebiet massiv verkleinert, 1891 wurden 157 Ottawa jedoch kleine Landparzellen zugeteilt – die US-Regierung verkaufte den Rest des Stammesgebiete, 1936 wurden sie offiziell als Stamm auf Bundesebene anerkannt (federally recognized tribe), während der Terminationspolitik wurde der Stamm jedoch aufgelöst und verlor die Kontrolle über das Reservat, am 15. Mai 1978 wurden sie wieder offiziell als Stamm anerkannt, Population: 2.500, jedoch leben nur 737 in Oklahoma)

Kanada – Ontario
United Chiefs and Councils of Manitoulin (auch: United Chiefs and Councils of Mnidoo Mnising)
- M'Chigeeng First Nation[31] (früher: West Bay First Nation, eine First Nation der Odawa und Anishinabe (Ojibwe/Chippewa) liegt ca. 21 km südwestlich von Little Current auf Manitoulin Island im Manitoulin District, Ontario, Verwaltungssitz: M’Chigeeng (vormals: West Bay), Ontario, Reservat: M'Chigeeng #22, ca. 30,95 km², Population: 2.496)
- Sheshegwaning First Nation (die First Nation liegt im Manitoulin District nordwestlich der Zhiibaahaasing First Nation auf dem Westteil von Manitoulin Island, Verwaltungssitz: Silverwater, Ontario, Population: 384 – hiervon im 97 Reservat)[32]
- Zhiibaahaasing First Nation[33] (früher: Cockburn Island First Nation, die First Nation aus Odawa (Ottawa) sowie einigen Anishinabe (Ojibwe/Chippewa) liegt im Manitoulin District und hat zwei Reservate – das erste Zhiibaahaasing 19A auf dem Westteil von Manitoulin Island, das zweite Zhiibaahaasing 19 (früher: „Cockburn Island 19 Indian Reserve“) auf Cockburn Island, jedoch wird nur das Reservat #19A auf Manitoulin Island bewohnt, Verwaltungssitz: Silverwater (auf Cockburn Island), Ontario, Population: 162 – hiervon 66 im Reservat)[34]

Southern First Nations Secretariat
- Walpole Island First Nation (auch Bkejwanong First Nation, die aus Angehörigen der Potawatomi, Anishinabe (Ojibwe/Chippewa) und Ottawa besteht, nannten das Gebiet Bkejwanong – ‘where the waters divide’,[36] Verwaltungssitz befindet sich auf der Insel Walpole Island #46 an der Mündung des St. Clair River in den Lake St. Clair, ca. 50 km nordöstlich von Detroit, Michigan und Windsor, Ontario, zusätzliches Reservatsland umfassen die Inseln Squirrel, St. Anne, Seaway, Bassett und Potawatomi, Reservat: Walpole Island #46 (zwischen den USA und Kanada), ca. 160 km², Population: 4.527)

Independent First Nation
- Wikwemikong First Nation[37] („Bucht der Biber“, auch: Wikwemikong Unceded Indian Reserve, die First Nation – bestehend aus Nachfahren der Odawa, Potawatomi sowie Anishinabe (Ojibwe/Chippewa), ist die bevölkerungsreichste First Nation auf Manitoulin Island, das Hauptreservat Wikwemikong Unceded I.R. liegt auf einer Halbinsel am östlichen Ende der Insel Manitoulin und an der Küste der Georgian Bay, das kleinere Reservat Point Grondine liegt am gegenüberliegenden Ufer der Georgian Bay nahe Killarney im Sudbury District auf dem Festland von Ontario, die Odawa lebten bereits seit Mitte 1600er Jahre auf der Insel, drei Potawatomi-Familien siedelten seit 1832 und ab 1850 schlossen sich flüchtende Anishinabe diesen an, in den folgenden Jahren mussten die Stämme auf Manitoulin Island in mehreren Verträgen den Großteil des Landes an Kanada abtreten und wurden in Reservaten angesiedelt – die heutigen Saugeen, Sheguiandah, Sheshegwaning, Zhiibaahaasing und Aundeck-Omni-Kaning First Nations; – 1968 wurde die First Nation sowie das heutige Reservat anerkannt, sie besteht aus drei früher eigenständigen Bands – Manitoulin Island Indian Reserve, Point Grondine, South Bay – die niemals Land abgetreten hatten (daher: Wikwemikong Unceded Indian Reserve), Verwaltungssitz: Wikwemikong, Ontario, Reservate: Wikwemikong Unceded I.R., Point Grondine, 412,97 km², Population (2009): 7.278, hiervon leben ca. 3.030 im Reservat)

### First Nations und Stämme mit großer Odawa-Bevölkerung
Kanada – Ontario
Southern First Nations Secretariat
- Aamjiwnaang First Nation (abgel. von Aamijiwanaang – „at the spawning stream“, auch: Chippewas of Sarnia First Nation, ist eine First Nation von Anishinabe (Ojibwe/Chippewa) sowie Odawa, die entlang des St. Clair River direkt südlich vom Verwaltungssitz Sarnia im Südwesten von Ontario, Kanada, liegt – gegenüber von Port Huron, Michigan, der Grenze zu den United States, Population: ca. 850)
- Chippewas of Kettle and Stony Point First Nation[38] (die First Nation besteht zum Großteil aus Nachfahren der Potawatomi und Anishinabe (Ojibwe/Chippewa) sowie einigen Odawa (Ottawa),[39] Verwaltungssitz im Reservat Kettle Point #44, 35 km NÖ von Sarnia am Südostufer des Lake Huron, ca. 10 km² in Lambton County, Ontario, Population: 2.364)
- Chippewas of the Thames First Nation[40] (bezeichnen sich selbst als Anishinabek, das Reservat der First Nation, die aus Anishinabe (Ojibwe/Chippewa), Odawa (Ottawa) sowie Bodaywadami (Potawatomi) besteht, liegt am Nordufer des Thames River, der von den Odawa als Askunessippi – „the antlered river“ (von den Anishinabe Eshkani-ziibi) bezeichnet wurde, ca. 20 km südwestlich von London, Ontario, ihr heutiges Territorium umfasst den Großteil des Südwestens von Ontario, Verwaltungssitz: Muncey, Ontario, Population: 2.694)

United Chiefs and Councils of Manitoulin (auch: United Chiefs and Councils of Mnidoo Mnising)
- Aundeck-Omni-Kaning First Nation[41] (wörtliche Bedeutung: „da, wo die Krähen nisten“, auch: Ojibways of Sucker Creek, früher: Sucker Creek Indian Reserve #23 genannt, Verwaltungssitz: Little Current, Ontario)[42]
- Sheguiandah First Nation (Verwaltungssitz: Sheguiandah, Ontario)
- Whitefish River First Nation[43] (die First Nation aus Anishinabe (Ojibwe/Chippewa) sowie einigen Odawa liegt am Ufer der Georgian Bay sowie am North Shore Channel, dem Tor zu Manitoulin Island, Verwaltungssitz: Birch Island, Ontario, ca. 56,97 km², Population: 1.200, hiervon leben ca. 440 im Reservat)

Mamaweswen, The North Shore Tribal Council (NSTC)
- Atikameksheng Anishnawbek First Nation[45] (in Anishinaabemowin: Adikamegosheng Anishinaabeg, in Nishnaabemwin mit Synkope: Dikmegsheng Nishnaabeg, früher: als Whitefish Lake First Nation bekannt, die First Nation besteht aus Nachfahren der Anishinabe (Ojibwe/Chippewa), Algonkin (Algonquin) sowie Odawa, das Reservat liegt am Ostufer des Whitefish Lake, westlich des Stuart Lake sowie 19 km westlich von Greater Sudbury, es besteht zumeist aus Nadelwald umgeben von acht Seen sowie mit achtzehn Seen innerhalb des Reservats, Verwaltungssitz: Naughton, Ontario, Reservat: Whitefish Lake #6, ca. 197,50 km², Population: 1.105)
- Garden River First Nation[46] (nennen sich selbst Ketegaunseebee – „der Garten des Schöpfers“, in Anishinaabemowin: Gitigaan-ziibi Anishinaabe, eine Anspielung darauf, dass sie während des Pelzhandels durch Feldanbau und Jagd am Garden River sowie am Saint Marys River die vorbeikommenden Reisenden und Entdecker versorgten, der englische Name bezieht sich auch auf diesen Hintergrund, das Reservat der aus Anishinabe (Ojibwe/Chippewa) und einigen Odawa bestehenden First Nation liegt 3 km nordöstlich von Sault Ste Marie, vor der Unterzeichnung des Robinson Huron Treaty von 1850 durch Häuptling Shingwaukonse (Zhingwaakoons – „Kleine Kiefer“; auch Shingwauk, Zhingwaak – „Kiefer“, 1773–1854), umfasste ihr Stammesland die Gebiete von Sault Ste. Marie und Echo Bay (Macdonald, Meredith and Aberdeen Additional), Verwaltungssitz: Garden River, Ontario, Reservat: Garden River #14, ca. 207,04 km², Population: 2.677)
- Mississauga First Nation[47] (lebten zumeist nördlich des Lake Huron entlang des Mississagi River („Fluss mit vielen Mündungen/einer breiten Mündung“) der in den Lake Huron mündet, das heutige Reservat der zumeist aus Mississaugas sowie einigen Anishinabe (Ojibwe/Chippewa) und Odawa besteht liegt 103 km südlich von Sault Ste Marie, Verwaltungssitz: Blind River, Ontario, Reservat: Mississagi River #8, ca. 160,75, Population: 1.218)
- Serpent River First Nation[48] (die First Nation aus mehrheitlich Anishinabe (Ojibwe/Chippewa), Mississaugas sowie einigen Odawa liegt zwischen Sault Ste. Marie und Sudbury am North Channel des Lake Huron, das traditionelle Territorium erstreckte sich vom North Channel des Lake Huron, Serpent-River-Becken nordwärts jenseits der heutigen Stadt Elliot Lake, Verwaltungssitz: Cutler, Ontario, Reservate: Cutler, Kenabutch, ca. 5.250 km², Population (lt. INAC 2000): 289)
- Thessalon First Nation (die First Nation sowie deren Reservat – zumeist Anishinabe (Ojibwe/Chippewa) sowie einige Odawa – liegt 103 km südöstlich von Sault Ste Marie, nördlich des Lake Huron, im Treaty No. 12 von 1850 unterzeichneten 20 Häuptlinge inklusive Keokonse für seine Band entlang des Thessalon River die Abtretung großer Gebiete am Nord- und Ostufer des Lake Huron von Penetanguishene bis Sault Ste. Marie – die sie als Neyashewun („point of land“) bezeichneten, hierauf wurde das Thessalon I.R.[49] entlang des Unterlaufs des Flusses eingerichtet, später jedoch auf Druck von weißen Holzfällern und Siedlern wurde es auf die südöstliche Ecke verkleinert, Verwaltungssitz: Thessalon, Ontario, Reservat: Thessalon #12, ca. 9,42 km², Population: 705, die Mehrheit jedoch lebt außerhalb des Reservats)

Wabun Tribal Council
- Mattagami First Nation[51] (das Reservat der First Nation –  zumeist Anishinabe (Ojibwe/Chippewa) und Oji-Cree (auch Severn Ojibwa oder Northern Ojibwa, nennen sich: Anishinini, Plural: Anishininiwag) sowie einige Odawa – liegt im Nordosten von Ontario am nordwestlichen Ufer des Mattagami Lake (Mattagami – „Treffpunkt der Wasser“) und ca. 80 km entfernt von Timmins, Cochrane District, sowie 113 km südwestlich der Stadt Kirkland Lake im Timiskaming District und 20 km nordöstlich des Verwaltungssitzes Gogama im Sudbury District, ursprünglich lebten sie entlang des Mattagami River, des Mattagami Lake, des Unterlaufs des Missinaibi River – der nahe Moosonee sich mit dem Mattagami River zum Moose River vereinigt – sowie bis zur Küste der James Bay, da der Missinaibi River durch den Michipicoten River und Magpie River mit dem Lake Superior verbunden ist, nutzten indianische sowie später auch europäische Händler (Voyageurs) diesen zum Transport der Pelze und Handelsgüter, daher wurden Ende des 18. Jhd. viele Handelsposten erbaut sowie die Portagen am Fluss verbessert, Reservat: Mattagami #71, ca. 52,61 km², Population: 528, jedoch leben nur ca. 100 Stammesmitglieder im Reservat)
- Saugeen First Nation[52] (offizieller Name jedoch: Chippewas of Saugeen, obwohl meist Anishinabe (Ojibwe/Chippewa) gibt es auch viele Nachkommen von Odawa und Potawatomi (Bodéwadmi), die auf Grund des Kriegs von 1812 aus den USA nordwärts flohen und sich am Ostufer der Bruce Peninsula (auch Saugeen Peninsula) in Ontario niederließen, zusammen mit der Chippewas of Nawash Unceded First Nation werden sie als Saugeen Ojibway Nation Territories oder als Chippewas of Saugeen Ojibway Territory bezeichnet, da die Nawash und Saugeen First Nations sich Stammesgebiete im Südwesten von Ontario teilen, die Reservate liegen entlang des Saugeen River (abgel. von Zaagiing – „am Abfluss des Flusses, d. h. an der Mündung des Flusses“) und am Lake Huron sowie im Süden der Bruce Peninsula in Ontario, ca. 3,2 km nordöstlich des Verwaltungszentrums Southampton und ca. 29 km von Owen Sound, Ontario, Reservate: Chief’s Point #28, Saugeen #29, Saugeen Hunting Grounds #60A, Saugeen & Cape Croker Fishing Island #1)[53]

Ogemawahj Tribal Council (OTC)
- Beausoleil First Nation[55] (größtenteils eine Anishinabe (Ojibwe/Chippewa) First Nation, die laut eigener Auskunft zudem auch aus Nachfahren der Potawatomi besteht; jedoch gibt es im Hauptreservat Christian Island #30 Stammesangehörige, die behaupten, von Odawa abzustammen,[56][57] die Reservatsgebiete der First Nation befinden sich am Südende der Georgian Bay auf Christian Island, Beckwith Island und Hope Island im heutigen Simcoe County, Ontario, Reservate: Christian Island #30 (südöstlich von Georgian Bay), Christian Island #30A (16 km westlich von Midland), Chippewa Island (30 km südlich von Parry Sound Island),[58] Population: 2.199)

Independent First Nations
- Chippewas of Nawash Unceded First Nation[59] (früher: Cape Croker First Nation, namensgebend ist Häuptling Nawash, der zusammen mit Tecumseh im Krieg von 1812 kämpfte, nach der Niederlage flohen viele Odawa und Potawatomi (Bodéwadmi) aus den USA nordwärts zu den Anishinabe (Ojibwe/Chippewa) am Ostufer der Bruce Peninsula, so dass die heutige First Nation zumeist aus Anishinabe sowie auch aus Nachkommen von Odawa und Potawatomi (Bodéwadmi) besteht, der Verwaltungssitz befindet sich im bevölkerungsreichsten Reserve Neyaashiinigmiing #27 am Ostufer der Bruce Peninsula (auch Saugeen Peninsula) südwestlich der Georgian Bay, Ontario, ca. 26 km entfernt von Wiarton, 64 km von Owen Sound oder 250 km von Toronto, zusammen mit der Saugeen First Nation werden sie als Saugeen Ojibway Nation Territories oder Chippewas of Saugeen Ojibway Territory bezeichnet, da die Nawash und Saugeen First Nations sich Stammesgebiete im Südwesten von Ontario teilen, Reservate: Cape Croker Hunting Ground #60B, Neyaashiinigmiing #27, Saugeen & Cape Croker Fishing Island #1, ca. 63,80 km², Population: 2.075)
- Wasauksing First Nation[60] (Wasauksing – ‘shining shore’, früher Parry Island First Nation, ist eine Anishinabe (Ojibwe/Chippewa), Odawa (Ottawa) und Potawatomi First Nation auf Parry Island in der Georgian Bay, mit ca. 77 km² und einer 126 km langen Uferlinie eine der größten Inseln der Großen Seen, Verwaltungssitz befindet sich im Reservat Parry Island First Nation, 64 km westlich von Huntsville am Ostufer der Georgian Bay, Population: 1.073)

Vereinigte Staaten – Michigan
- Match-e-be-nash-she-wish Band of Pottawatomi[61] (früher als Gun Lake Tribe, Gun Lake Band, Gun Lake Band of Grand River Ottawa Indians oder the United Nation of Chippewa, Ottawa and Pottawatomi Indians of Michigan, Inc., namensgebend war der Potawatomi-Häuptling Match-E-Be-Nash-She-Wish, der 1795 den Vertrag von Greenville mit den Engländern unterzeichnete,[62] der Stamm selbst sieht sich als Nachfolger von miteinander verbündeten Anishinabe (Ojibwe oder Chippewa), Odaawaa sowie Potawatomi unter Führung von Häuptling Match-E-Be-Nash-She-Wish, Verwaltungssitz ist Dorr im Allegan County, Michigan)
- Saginaw Chippewa Tribal Nation[63] (der Stamm besteht aus Nachfahren von Anishinabe (Ojibwe/Chippewa) und Odawa, der Verwaltungssitz befindet sich auf der Isabella Indian Reservation im zentralen Michigan, nahe der Stadt Mount Pleasant im Isabella County, der Stamm betreibt das Soaring Eagle Casino & Resort[64] in Mount Pleasant und das Saganing Eagles Landing Casino[65] in Standish, zudem haben sie ein Gemeinde- und Stammeszentrum auf der ebenfalls stammeseigenen Saganing Indian Reservation nahe Standish im Arenac County, zudem verwalten sie einzelne Landparzellen außerhalb der Reservationen in Standish Township, Arenac County, nahe Saginaw Bay, auf der Isabella Reservation gibt es die größte Nishnaabemwin (Odawa)-sprechende Gruppe innerhalb der USA, ca. 563,77 km², Population (2007): ca. 3.296)
- Sault Ste. Marie Tribe of Chippewa Indians[66] (meist verkürzt Sault Tribe – sprich: „Soo Saint“, Eigenbez.: Baaweting Anishinaabek, zuerst Sugar Island Group of Chippewa Indians and Their Descendants, später Original Bands or the Sault Ste. Marie Chippewa Indians and Their Heirs genannt,[67] sind Nachfahren der historisch sechs Bands des Sault Tribe (Saulteaux) – den Grand Island, Point Iroquois, Sault Ste. Marie, Garden River, Sugar Island und Drummond Island Bands – , die einst in mehreren Siedlungen entlang der oberen Great Lakes, rund um Lake Superior, Lake Michigan und Lake Huron sowie im Flusssystem des St. Marys River und der Straits of Mackinac fischten und lebten, ein bedeutender Treffpunkt mehrerer Familien im Sommer war Bahweting („Der Versammlungsort“), das heutige Sault Ste. Marie in Michigan, das dem Stamm heute als Verwaltungszentrum sowie als Teil des Reservats dient, weitere Reservatsgebiete befinden sich im Sugar Island Township, Michigan, östlich der Stadt sowie in sieben Counties im Osten von Michigan’s Upper Peninsula – ca. die Gebiete östlich von Marquette bis zu Escanaba, 1972 wurde der Stamm offiziell auf Bundesebene anerkannt, ab 1979 konnten sich auch Mitglieder der verschiedenen Mackinac Bands of Chippewa and Ottawa Indians im Stamm einschreiben – hierdurch verdoppelte sich sofort die Stammesanzahl, wobei sogar die Mackinac Bands mit über 51 % heute die Mehrheit stellen,[68][69] einige Mackinac Bands bemühen sich daher verstärkt um eine separate Federal Recognition, Population: 44.000)

### State recognized Tribes (Stämme) der Odawa
Folgende Odawa-Stämme sind nicht als Stämme auf Bundesebene (federally recognized tribes) anerkannt, sondern nur vom Bundesstaat Michigan als Stamm (state recognized tribe) anerkannt:
- Burt Lake Band of Ottawa and Chippewa Indians (einst als Cheboygan Band bekannt, später als Northern Michigan Ottawa Association, Unit 8, verfügen über keine Reservation, Verwaltungssitz: Brutus, Michigan, 2005 versuchten sie offiziell als Stamm auf Bundesebene anerkannt zu werden, jedoch wurde die Federal Recognition ihnen im Jahr 2006 sowie 2007 nochmals versagt, Population: 650)[70]
- Grand River Bands of Ottawa Indians (auch: Grand River Band Ottawa Council, früher: Northern Michigan Ottawa Association, Unit 3, Nachfahren von 19 Grand River Ottawa Bands entlang des Grand River sowie benachbarter Flusstäler im Südwesten von Michigan, schlossen sich mit anderen Odawa Bands in der Northern Michigan Ottawa Association zusammen, um ihre Anerkennung als Stamm auf Bundesebene (federally recognized) oder Bundesstaatsebene (state recognized) zu erwirken, Population: 700)
- Gun Lake Band of Grand River Ottawa Indians

### Weitere Stämme und Gruppen
Folgende Stämme und Gruppen sind weder state recognized tribes noch federally recognized tribes, d. h., sie sind weder durch einen Bundesstaat noch auf Bundesebene als Stamm anerkannt – jedoch gibt es noch einige weitere Stämme/Gruppen der Odawa – alleine in den USA über 20, sowie weitere in Kanada – die sich um Anerkennung als Stamm bemühen.
- Mackinac Tribe of Micimackinaakoong Anishinaabe (früher: Consolidated Bahweting Ojibwas and Mackinac Tribe oder Mackinac Tribe #64, Verwaltungssitz: Petoskey (Michigan), zurzeit nur als Teil des Sault Ste. Marie Tribe of Chippewa Indians anerkannt, der jedoch mehr als zur Hälfte aus Nachfahren der Machinac Bands besteht)
- Mackinac Bands of Chippewa and Ottawa Indians (zurzeit nur als Teil des Sault Ste. Marie Tribe of Chippewa Indians anerkannt, der jedoch mehr als zur Hälfte aus Nachfahren der Machinac Bands besteht, organisierten sich politisch 2009)
- Maple River Band of Ottawa
- Muskegon River Band of Ottawa Indians (früher: Northern Michigan Ottawa Association, Unit 5)
- Ottawa Colony Band of Grand River Ottawa Indians (zurzeit nur als Teil der Match-e-be-nash-she-wish Band of Pottawatomi anerkannt)
- Gun Lake Village Band of Pottawatomi Indians (zurzeit nur als Teil der Match-e-be-nash-she-wish Band of Pottawatomi anerkannt)